# Liste des dirigeants actuels des États régionaux éthiopiens
{Cette page dresse la liste des dirigeants actuels des 9 états régionaux et des deux villes autonomes éthiopiens. Ils portent le titre de « président de comité exécutif ».

## Dirigeants des états régionaux et des villes autonomes
| État (ou ville)                         | Nom             | Depuis (le)       |
| --------------------------------------- | --------------- | ----------------- |
| Addis-Abeba (ville autonome)            | Adanech Abebe   | 27 septembre 2021 |
| Afar                                    | Awol Arba       | 17 janvier 2021   |
| Amhara                                  | Yilikal Kefale  | 8 octobre 2021    |
| Benishangul-Gumuz                       | Ashadli Hassen  | 18 octobre 2021   |
| Dire Dawa (ville autonome)              | Kedir Juhar     | 24 mai 2021       |
| Gambela                                 | Umod Ujulu      | 15 octobre 2021   |
| Harar                                   | Ordin Bedri     | 14 octobre 2021   |
| Nations, nationalités et peuples du Sud | Ristu Yirdaw    | 3 novembre 2021   |
| Oromie                                  | Shimelis Abdisa | 18 avril 2019     |
| Somali                                  | Mustafa Omer    | 22 août 2018      |
| Tigré                                   | Getachew Reda   | 13 mars 2023      |